# Vinicunca
Vinicuna, nebo také Winikunka, nazývaná také Montaña de Colores nebo Duhová hora, je hora v pohoří Andy v Peru ležící v nadmořské výšce 5200 metrů.
Nachází se na cestě k hoře Ausangate v regionu Cusco, mezi okresem Cusipata v provincii Quispicanchi a okresem Pitumarca v provincii Canchis.
Turistický přístup vyžaduje dvě hodiny jízdy z Cusca a chůzi přibližně 5 kilometrů, nebo tři a půl hodiny jízdy přes Pitumarcu a jeden a půl kilometru pěšky do kopce (1–1,5 hodiny). Od roku 2019 nebyly rozvinuty žádné jiné způsoby dopravy na Vinicuncu, které by vyhovovaly cestujícím, protože se musí projít údolím.
V polovině roku 2010 sem zavítalo množství turistů, které přilákala řada různobarevných pruhů, které hora má díky rozdílnému mineralogickému složení vrstev na svazích a vrcholcích. Hora bývala pokryta ledovcovými čepicemi, ale ty roztály v důsledku klimatických změn přibližně před 10 000 lety.

## Lokalita

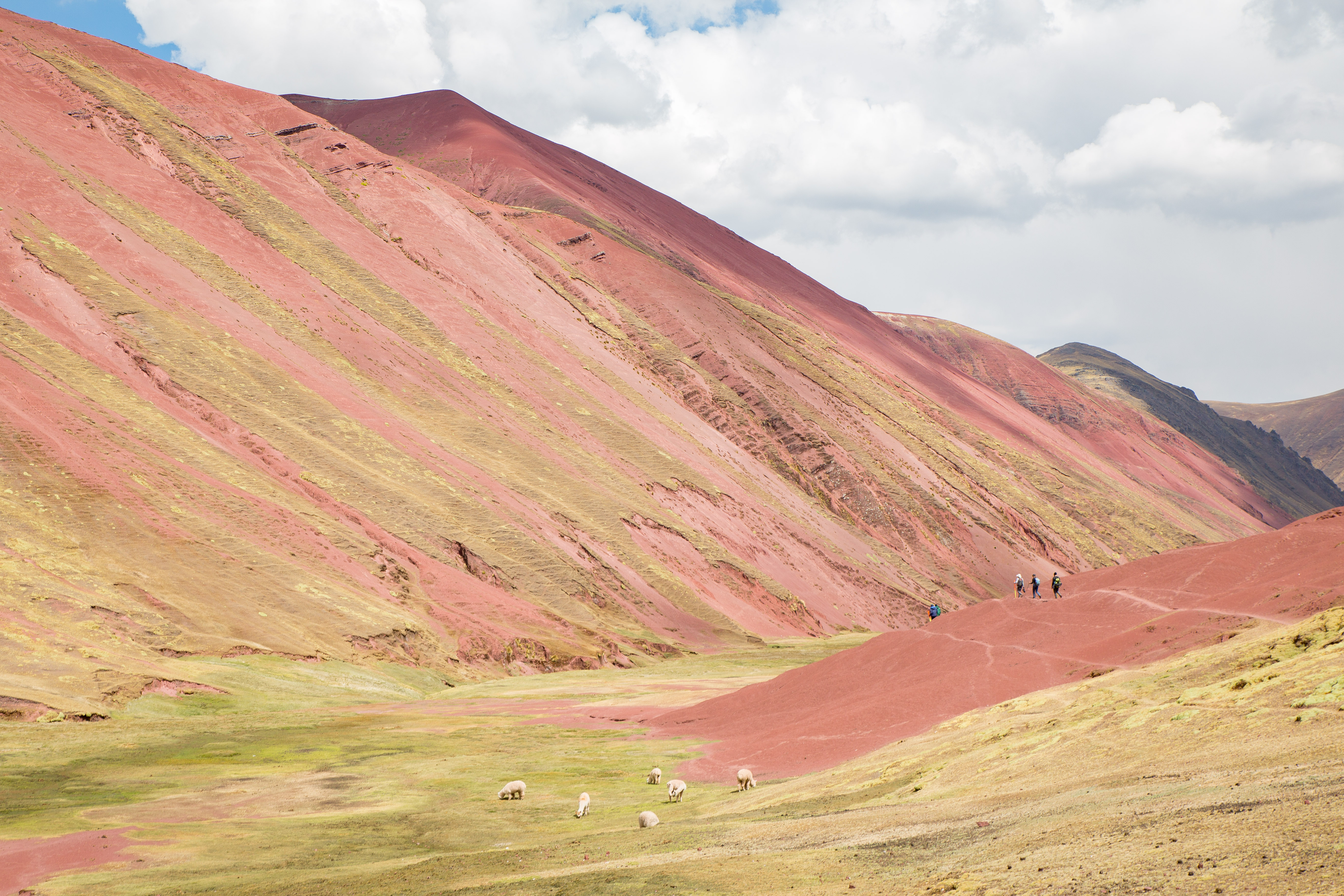
Červené údolí, které propojuje úpatí Pitumarca s Vinicunca

Hora Vinicunca se nachází jihovýchodně od města Cusco a lze se k ní dostat z Cusca dvěma cestami: okresem Cusipata nebo okresem Pitumarca. Jedna trasa vede přes peruánské pohoří Sierra del Sur (PE-3s) směrem na město Checacupe a dále do města Pitumarca, které je od města Cusco vzdáleno asi dvě hodiny jízdy. Z Pitumarcy se cestovatelé mohou vydat pěšky, autem nebo na motorce po stezce procházející několika venkovskými obcemi, jako jsou Ocefina, Japura a Hanchipacha, a dojít do obce Pampa Chiri, odkud vede 1,5 km dlouhá cesta podél průsmyku Vinincunca k přírodnímu výtvoru s barevnými pruhy, které daly místu název Duhová hora. Alternativní cesta je přes okres Cusipata; odtud mohou cestovatelé jít 3 km po chillihuaniské cestě po uzoučké stezce k Duhové hoře.
Nadmořská výška hory se pohybuje kolem 5200 metrů, takže během výstupu na vrchol může být nutný čas na aklimatizaci na vysokou nadmořskou výšku.